# 星天高校アイドル部!
『星天高校アイドル部！』（せいてんこうこうあいどるぶ）は、金田陽介による日本の漫画作品。
講談社『マガジンSPECIAL』にて、2012年No.4から2014年No.1まで連載。

## あらすじ
アイドルになりたいのに自信が持てない、欠点や壁にぶち当たって悩んでいる、そんな子の背中を押すために星天高校でアイドル部を作ったアイドル部部長・桃川明と、強面ヤンキー娘、人前だと極度の緊張で吐血する、歌声が高周波音に近過ぎて人体に害を及ぼしてしまう等、アイドルを目指すも色々と残念なアイドル部部員達とが夢を目指して奮闘するアイドル育成系学園ラブコメディ。

## 登場人物
桃川 明（ももかわ あきら）
星天高校アイドル部部長。
鬼咲 悠（おにさき ゆう）
本作のメインヒロイン。ヤンキーだったが実はアイドルに憧れがあり、桃川との出会いでアイドル部に入部する。
雉間 葵（きじま あおい）
アイドル部部員。
狗井 安姫（いぬい あき）
アイドル部部員。
猿堂 夢来（えんどう むく）
元トップアイドル。アイドル部が合宿中に偶然、桃川達と出会い、その後、星天高校に転入しアイドル部に入部する。
季美野 団子（きびの だんご）
ストーカー幼女。
正妃 后（むかいめ きさき）
桃川の幼馴染の高校生スーパーアイドル。ドル箱シスターズのリーダー。
美神 恵留（みかみ える）
ドル箱シスターズのメンバー。
宇都宮 憂望（うつのみや ゆの）
ドル箱シスターズのメンバー。
羽場 愛（ばば あい）
不良時代の鬼咲の舎弟。不良グループ赤鬼の現総長。ドジっ子。
鬼咲 加奈子（おにさき かなこ）
鬼咲悠の姉。

## 書誌情報
- 金田陽介『星天高校アイドル部！』 講談社〈講談社コミックス〉、全4巻[1]
  1. 2012年8月17日発売、ISBN 978-4-06-384730-7
  2. 2013年1月17日発売、ISBN 978-4-06-384804-5
  3. 2013年7月17日発売、ISBN 978-4-06-384896-0
  4. 2014年1月17日発売、ISBN 978-4-06-394998-8